# Aramis Knight
Aramis Knight (Los Angeles, 3 oktober 1999) is een Amerikaans acteur. 

## Biografie
Knight werd geboren in de wijk Woodland Hills van Los Angeles bij ouders van Duitse, Indiase en Pakistaanse afkomst.
Knight begon in 2005 als jeugdacteur met acteren in de televisieserie Invasion, waarna hij nog meerdere rollen speelde in televisieseries. In 2012 werd hij genomineerd voor een Young Artist Award voor zijn rol in de televisieserie General Hospital in de categorie Beste Optreden door een Jonge Acteur in een Televisieserie. 

## Filmografie

### Films
Uitgezonderd korte films.
- 2025 Karate Kid: Legends - als Connor Day
- 2023 Baby Blue - als JJ
- 2023 Centurion XII - als Danny Sanchez
- 2019 Runt - als Vic
- 2017 Billy Boy - als Carlos
- 2013 Ender's Game - als Bean
- 2012 The Dark Knight Rises - als jongen met appel
- 2009 Santa Buddies - als Boeda
- 2009 Hatching Pete - als Wendell Pate
- 2009 Crossing Over - als Juan Sanchez
- 2008 Single with Parents - als Dylan
- 2007 Rendition - als Jeremy El-Ibrahimi

### Televisieseries
Uitgezonderd eenmalige gastrollen.
- 2022 Ms. Marvel - als Kareem / Red Dagger - 3 afl.
- 2020 Borrasca - als Mike Sutton - 3 afl.
- 2015-2019 Into the Badlands - als M.K. - 32 afl.
- 2011 General Hospital - als jonge Sonny - 3 afl.
- 2010 The Whole Truth - als Justin Brogan - 2 afl.
- 2008 Dexter - als Carlos - 3 afl.
- 2006 Day Break - als Jenga Player - 2 afl.
- 2005 Boston Legal - als Tito Perez - 2 afl.

- Library of Congress Control Number: no2009106435
- Nationale Bibliotheek van Israël: 987007342845105171
- Virtual International Authority File: 91142856
- WorldCat: E39PBJq6YYyM96ywfbYXx8gdwC